# Poraqueiba guianensis
Espèce
Classification APG III (2009)
Synonymes
Selon GBIF (04 mars 2022)
- Barreria guianensis (Aubl.) Forsyth f.
- Barreria gujanensis Raeusch.
- Barreria theobromifolia Willd.
- Meisteria anonyma J.F.Gmel.
- Poraqueiba surinamensis Miers[3]

Poraqueiba guianensis est une espèce de plantes à fleurs appartenant à la famille des Metteniusaceae (anciennement des Icacinaceae). Il s'agit d'un arbuste rare de l'espèce type du genre Poraqueiba Aubl..

En Guyane, on on le connaît sous les noms de Umari (Portugais), Gris-gris, Minquart (Créole), Boliquin, Nion-oudou (Paramaka).
Au Suriname, on l'appelle Jakanta, Gewone jakanta (Sranan tongo), Marisiballi (Arawak).

## Description
Poraqueiba guianensis est un petit arbre du sous-étage à la canopée, atteignant 25 m de haut.
Les jeunes rameaux sont apprimés-pubescents, devenant rapidement glabres. 
Le tronc, qui peut comporter des contreforts, porte une écorce lisse, de couleur gris cendré, avec des marques circulaires et des lenticelles orientées horizontalement, des tranches rouge orangé à brun rougeâtre, et des stries verticales plus foncées.
Le bois est lourd (densité : 0,90), de couleur brun-ocre, maillé, à grain fin, avec des vaisseaux isolés au nombre de 6 à 12 par mm2, plutôt fins (90 à 110 µm)
Les feuilles sont simples alternes rapprochées, coriaces, avec des nervures pubescentes sur les 2 faces, glabres et luisantes dessus, séricées devenant rapidement glabrescentes dessous, à marges entières, de forme elliptiques ovales ou oblongues, à apex acuminées, à base aiguë à largement cunéiforme ou rarement obtuse à arrondie, longues de 12-25 cm pour 5-10 cm de large.
La nervure médiane en relief sur le dessus, et saillante en dessous.
Les ± 7-8 paires nervures latérales, sont légèrement en relief ou plates au-dessus, saillantes en dessous, arquées, avec des veinules proéminentes des deux côtés.
Les nervures tertiaires sont visibles des deux côtés, partant de la nervure médiane presque à angle droit, puis se courbant brusquement vers le bas pour rejoindre les secondaires.
Le pétiole est long de 1 à 2 (2,9) cm, canaliculé au-dessus, strié, souvent tordu.
Le inflorescences sont des grappes nombreuses portant 3-5 fleurs, un peu plus longues que les pétioles, atteignant 9 cm de long, soyeuses ; pédicelles courts, 0,5 mm de long ; glabres à l'intérieur des bractées et des bractéoles, d'environ 1 mm de long.
Les fleurs subsessiles, odorantes, soyeuses à l'extérieur, mesurent 5 mm de diamètre, et jusqu'à 4 mm de long.
Le calice est vert, avec 4 lobes sub-imbriqués, ovales, soyeux, mesurant environ 1 × 1 mm.
La corolle est blanche, avec 4 pétales de forme oblongue-ovale, longs de 3 mm pour 1 mm de large, duveteux à l'extérieur, et à l'intérieur divisés en deux moitiés par une crête médiane charnue, glabre dans sa partie supérieure, et dans sa partie inférieure élargie, sulquée et pubescente, avec 3 rainures séparées par deux côtes charnues légèrement poilues.
Les 5 étamines longues de 2 à 3 mm, s’insèrent dans les rainures des pétales (alterni-pétales), avec des filets aplatis, plus larges vers l'apex, et les anthères dressées introrses, nettement latérales sur le connectif.
L'ovaire est globuleux, long de 1 à 1,5 mm, avec le style simple, long de 0,5 mm, et le stigmate discoïde, punctiforme.
Les fruits sont des drupes luisantes, vertes devenant jaunes à maturité (devenant noirâtres au séchage), renfermant une pulpe farineuse également jaune, de forme oblongue ou ellipsoïde à demi courbe, acuminées, longues de 3 à 4 cm pour environ 2 cm de diamètre,,,.

## Répartition
Poraqueiba guianensis est présent au Suriname, en Guyane, et au Brésil (Pará, Amapá),.

## Écologie
Poraqueiba guianensis est un arbre occasionnel à assez commun en forêt, de terre ferme (non inondée).
En Guyane, il fleurit en août, septembre, et fructifie en novembre.
Dans la "Reserva Florestal Adolpho Ducke" (Amazonas) il fleurit de juillet à décembre, et fructifie en janvier.

### Phytogéographie
Poraqueiba guianensis témoigne des évolutions Phytogéographiques sur l'île de Marajo.
La composition chimique de Poraqueiba guianensis a permis d'expliquer l'évolution géographique de son groupe taxonomique.

## Utilisations
Les fruits de Poraqueiba guianensis sont sucrés et farineux. Les fruits et graines de l'espèce proche Poraqueiba sericea Tul. sont commestibles.
Le bois de Poraqueiba guianensis a été étudié.

## Chimie
Poraqueiba guianensis a fait l'objet d'analyses chimiques.
Il contient des tri-terpenoïdes sont un original (acide icacinique), et des sesquiterpenoïdes (emmotines), mais pas de lignanes.

## Protologue

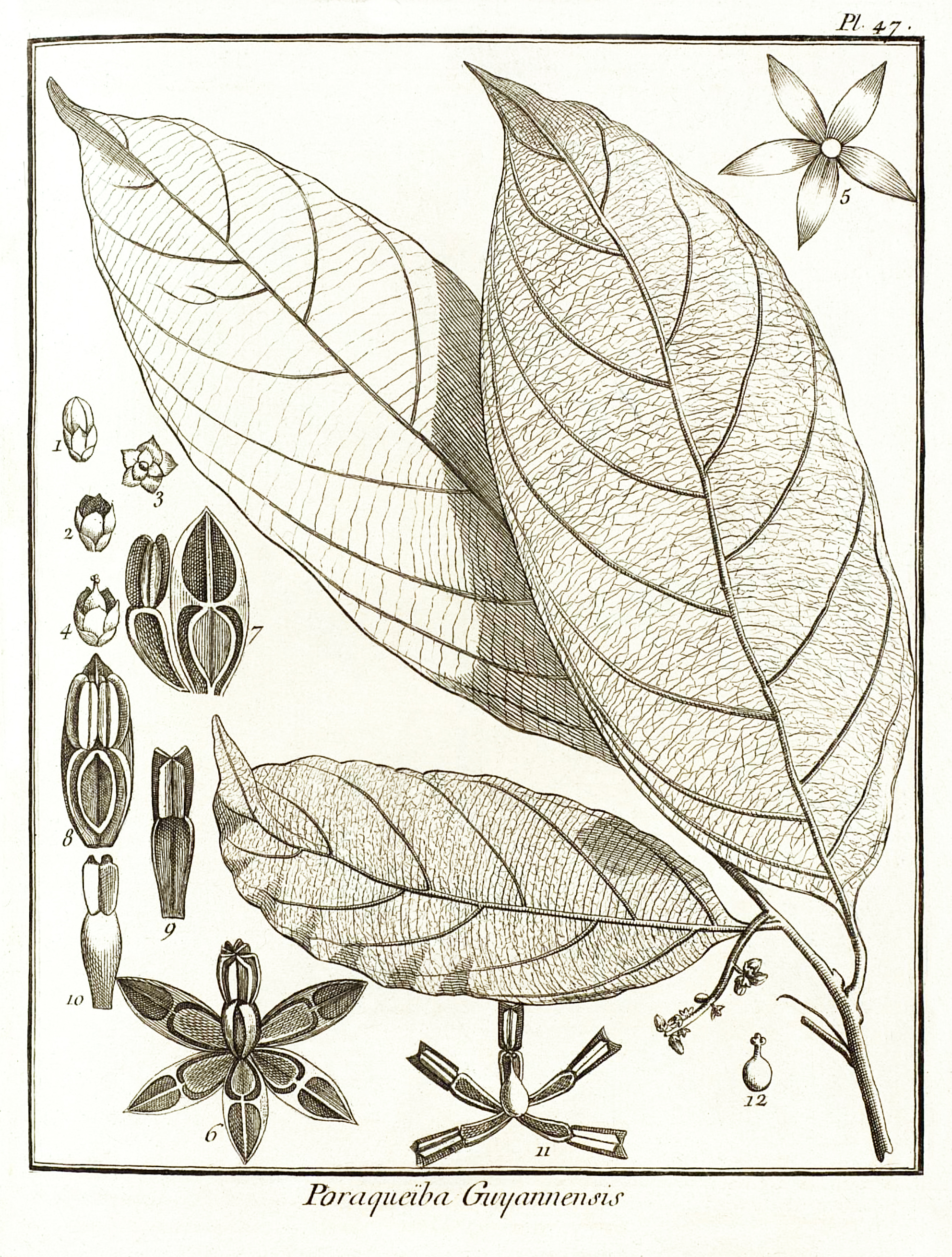
Poraqueiba guianensis (Pl. 47) d'après Aublet, 1775 1. Bouton de Fleur. - 2. Calice vu en deſſus. - 3. Calice vu en deffous. - 4. calice. Piſtil. Stigmate. - 5. Corolle vue en deffous. - 6. Corolle vue en deffus. Étamines réunies. - 7. Lobe de la corolle ſéparé, & une étamine. - 8. Lobe de la corolle ſéparé, la fleur étant encore fermée. Deux étamines. - 9. Étamine ſéparée & vue par devant. - 10. Étamine ſéparée, vue par derrière. - 11. Piſtil. Étamines. - 12. Ovaire. Style. Stigmate.

En 1775, le botaniste Aublet propose le protologue suivant : 

« PORAQUEIBA Guianenſis. (Tabula 47.)
Arbor quinquaginta-pedalis, ramos plures, in ſumitate proferens. Folia alterna, petiolata, glabra, ovata, acuta. Flores ſpicati, axillares, albi, minimi.
Florebat Novembri.
Habitat in ſylvis remotis, prope ſluviuin Sinemari.
Nomen Caribæum PORAQUEIBA.

LE PORAQUEBE de la Guiane. (PLANCHE 47.)
Le tronc de cet arbre s'élève a quarante ou cinquante pieds, ſur deux pieds &:demi de diamètre. Son écorce eſt cendrée. Son bois eſt rouſſâtre, dur & compacte. Il pouſſe à ſon ſommet un grand nombre de branches qui s'élèvent, & ſe répandent en tous ſens. Ces branches ſont chargées de rameaux garnis de feuilles alternes, entières, vertes, liſſes, fermés, ovales, terminées par une longue pointe. Leur pédicule eſt court, convexe en deſſous, creuſe en goutière en deſſus ; les plus grandes ont ſept pouces de longueur ſur trois de largeur.
Les fleurs naiſſent ſur des petits épis qui ſortent de l'aiſſelle d'une feuille, elles ſont diſpoſées alternativement, & preſque ſeſſiles.
Le calice eſt très court, d'une ſeule pièce, & a cinq dentelures.
La corolle eſt d'une ſeule pièce diviſée profondément en cinq lobes blancs, fermés, ovales, aigus, convexes extérieurement, & intérieurement partages en travers en deux cavités, une ſupérieure & une inférieure, la ſupérieure eſt diviſée en deux dans ſa longueur par un feuillet membraneux ; l'inférieure l'eſt en trois par deux autres feuillets ce qui forme trois cavités. Cette corolle eſt attachée au fond du calice au deſſous des étamines.
Les étamines ſont au nombre de cinq, attachées au deſſous du piſtil. Leur filet eſt large, convexe en dehors & borde d'un feuillet qui fe courbe. L'anthère eſt articulée ſur le filet: elle eft longue, a quatre angles, bordée d'un feuillet, & a deux bourſes ſéparées par un ſillon profond. Ces étamines ſont droites. Les anthères ſont rapprochées, jointes enſemble. elles forment une couronne qui imite aſſez bien la roue à vannes qui s'emploie aux moulins à eau.
Lorſque la fleur eſt fermée, les filets & les anthères ſont logés, en partie, dans les différentes cavités des lobes de la corolle.
Le piſtil eſt un ovaire arrondi, ſurmonté d'un court style, terminé par un stigmate à trois petites têtes.
La fleur eſt très petite. On en a groſſi toutes les parties.
Cet arbre eſt nommé PORAQUEIBA par les Galibis.
Je l'ai trouvé en fleur au mois de Novembre, dans les grandes forces de la Guiane, en approchant des bords de la rivière de Sinémari, à cinquante lieues de ſon embouchure. »

— Fusée-Aublet, 1775.